# Vogulka
Vogulka (en rus: Вогулка) és un poble de l'óblast de Sverdlovsk, a Rússia, segons el cens del 2010 tenia 186 habitants.